# Projeto de Rino Levi, Roberto Cerqueira Cesar, Luis Roberto Carvalho Franco e Paulo Fragoso para o Plano Piloto de Brasília
O Projeto de Rino Levi, Roberto Cerqueira Cesar, Luis Roberto Carvalho Franco e Paulo Fragoso para o Plano Piloto de Brasília foi um dos projetos submetidos ao Concurso Nacional do Plano Piloto da Nova Capital do Brasil, tendo sido feito o de número 17 na competição.
O projeto, com fortes influências das ideias dos Congressos Internacionais da Arquitetura Moderna e considerado um dos mais ousados, terminou o concurso, que seria vencido por Lúcio Costa, no terceiro lugar entre 26 propostas submetidas, empatado com a proposta de Carlos Cascaldi, João Vilanova Artigas, Mário Wagner Vieira da Cunha, Paulo de Camargo e Almeida.

## Antecedentes
A transferência da capital federal do Rio de Janeiro para uma nova cidade no Planalto Central havia se tornado a meta-síntese do governo do presidente Juscelino Kubitschek. Tendo vencido as resistências políticas e as burocracias, o presidente pediu ao arquiteto Oscar Niemeyer que projetasse a nova capital. Entretanto, Niemeyer não quis fazer o projeto urbanístico, ficando apenas com os edifícios. Para projetar a cidade, ele sugere a criação de um concurso nacional com a participação do Instituto de Arquitetos do Brasil, e Juscelino concorda.
Assim, em 1956 é anunciado o Concurso Nacional do Plano Piloto da Nova Capital do Brasil, com o edital da Companhia Urbanizadora da Nova Capital (Novacap) estabelecendo as regras que incluíam, por exemplo, que a cidade fosse projetada para 500 mil habitantes e a localização da área de cinco mil quilômetros quadrados. 62 concorrentes participaram do concurso, com 26 propostas apresentadas. A da equipe liderada por Rino Levi foi a de número 17.

## Proposta
O projeto tem grande influência das ideias corbusianas e da arquitetura moderna, com edifícios colossais de habitação, tão grandes que superam em importância visual os prédio governamentais, e o terreno transformado em grandes áreas verdes livres, remetendo a obras como as Unité d'Habitation. A setorização em habitar, trabalhar, circular e recrear, vinda dos Congressos Internacionais da Arquitetura Moderna (CIAM) e da Carta de Atenas, estava presente. Ao menos no papel, a proposta alcança o objetivo da integração entre a cidade e os imensos prédios. Dois tipos de habitação faziam parte da propostas: intensiva e extensiva.
A habitação intensiva fica ao redor do núcleo urbano, em seis conjuntos que receberiam 48 mil habitantes e centros distritais próprios com serviços, se tornando praticamente independentes. Cada conjunto receberia três superblocos distantes 800 metros um do outro, que por sua vez também se dividiram em quatro unidades, cada uma com quatro mil habitantes. Esse setor alcançaria 288 mil habitantes com uma densidade de 288 pessoas por hectare. Já a habitação extensiva seria de residências unifamiliares comuns, ao longo das penínsulas e margens do lago Paranoá - curiosamente, é a proposta de plano que mais se adapta ao contorno do lago e a única que localiza o "centro" na sua margens.

## Críticas

### Júri
O júri gostou do projeto, mas criticou a falta de um centro de transportes e o tamanho e concentração demográfica excessivas nos prédios em altura.